# Aleksander Walmann
Aleksander Walmann Åsgården (Porsgrunn, Noruega, 12 de enero de 1986), conocido artísticamente como Aleksander Walmann, es un cantante noruego.
Saltó a la fama tras concursar en la primera temporada (2012) de The Voice – Norges beste stemme, la versión noruega del concurso televisivo La Voz. Compartió el segundo puesto de su temporada con Hege Øversveen y Leif Anders Wentzel.
Walmann y el productor musical JOWST ganaron la selección nacional eurovisiva Melodi Grand Prix 2017 con la canción «Grab the Moment», de modo que fueron los representantes de Noruega en el Festival de la Canción de Eurovisión 2017.